# Přetechnizovanost
Výrazy přetechnizovanost, nadměrné nebo přehnané inženýrství pocházejí z anglického over-engineering případně over-kill. Je to navrhování produktu tak, aby byl robustnější nebo měl více funkcí, než je nutné pro jeho zamýšlené použití, anebo aby podnikový proces byl z nějakého důvodu zbytečně složitý nebo neefektivní. Overengineering se často provádí za účelem zvýšení bezpečnosti, přidání další funkčnosti nebo překonání zjevných nedostatků designu, aby se produkt stal pro zákazníky přijatelným. Přetechnizovanost může být i žádaná, je-li kriticky důležitou vlastností bezpečnost nebo výkon, jako to může být u letadel nebo luxusních automobilů, nebo když je vyžadována extrémní funkčnost, např. u diagnostických nebo lékařských přístrojů. Obecně je ale taková vlastnost kritizována jako plýtvání zdroji, kterými jsou materiál výrobku, čas a peníze (viz například tank MBT-70).
Z hlediska technické koncepce a čistoty návrhu je přetechnizovanost opakem minimalismu (skromnosti), zásady „v jednoduchosti je krása“ a nerespektováním principu KISS.

## Příklady a důsledky
Přetechnizovanost se může vyskytnout u špičkových produktů nebo na specializovaných trzích. Jedním ze způsobů je přestavba výrobků pro mnohem vyšší než očekávaný provoz (městské auto, které může cestovat rychlostí 250 km/h, videorekordér s předpokládanou životností 100 let, přetechnizovanost Formule 1). Takové produkty proto bývají dražší, objemnější a těžší než je nutné. Také se tyto produkty mohou stát příliš komplikovanými – další funkce mohou být zbytečné a mohou dokonce snížit použitelnost tím jak ohromují technicky méně zkušené uživatele. Přetechnizovanost může snížit i produktivitu konstrukčních týmů kvůli potřebě vytvářet a udržovat více funkcí, než většina uživatelů potřebuje.
Dalším příkladem použití jsou slovní spojení „přetechnizovaný svět, přetechnizovaná společnost, přetechnizovaná doba“, které vyjadřují a racionalizují útěk jedince od složitých technologií a globalizace k jednoduchosti, tradičním předmětům denní potřeby a postupům našich prarodičů.